# Rasa (gemoedstoestand)

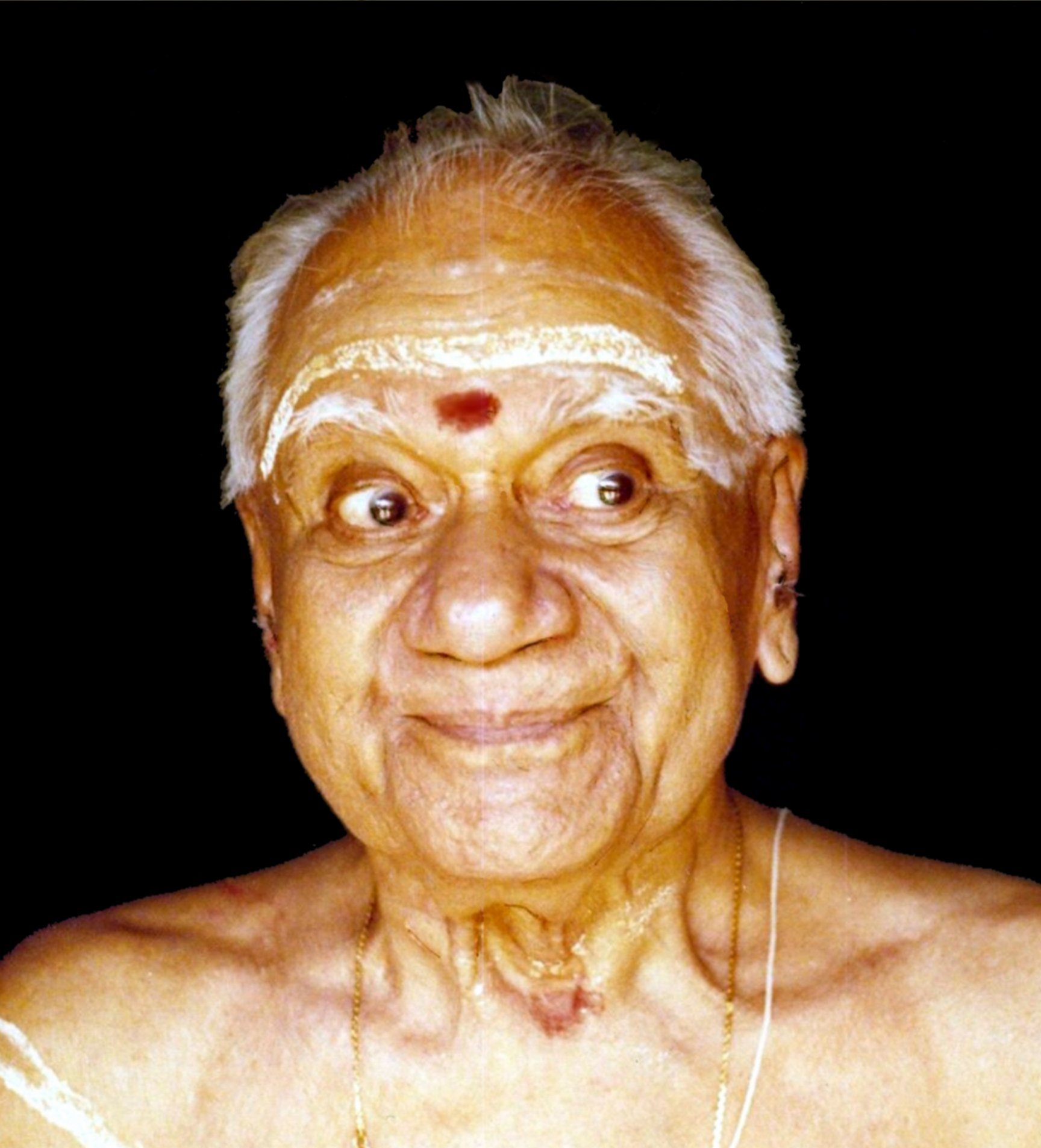
Shringara rasa uitgevoerd door Goeroe Mani Madhava Chakyar

Onder Rasa wordt in de Hindoestaanse muziek de gemoedstoestand verstaan, die bij een bepaalde raga hoort. In de meeste Hindoestaanse kunst maakt men gebruik van de rasas, bijvoorbeeld ook in de dans en de schilderkunst.
Er worden over het algemeen 10 rasas gehanteerd:
1. shringara - erotisch, romantisch
2. hasya - humoristisch, komisch
3. karuna - droevig, aandoenlijk
4. raudra - boosheid, woede
5. veera - heldendom, dapperheid, glorie
6. bhayanaka - angstig, beangstigend
7. vibhatsa - afkeer, walging
8. adbhuta - verwondering, verbazing
9. shanta - rust, tevredenheid, ontspanning
10. bhakti - vroomheid, toewijding, trouw

Van de uitvoerende kunstenaar(s) mag worden verwacht, dat zij de rasas duidelijk maken aan de luisteraars, dan wel kijkers, zodat er een overeenstemming van gemoed ontstaat. Dit heeft in alle kunst uit India een zeer hoge prioriteit.
In de strengere, klassiekere stijlen, zoals Dhrupad en Khayal beperken de musici zich veel meer in het aantal tot uitdrukking gebrachte rasas. In de lichtere stijlen Thumri en Dhun overheersen weliswaar de eerste twee rasas: shringara en hasya, maar is tegelijkertijd ook meer afwisseling in emotie mogelijk, hetgeen de lichtere stijlen veel complexer en moeilijker te leren maakt, een opmerkelijk gegeven vanuit een Westers klassiek standpunt!